# نگرانی

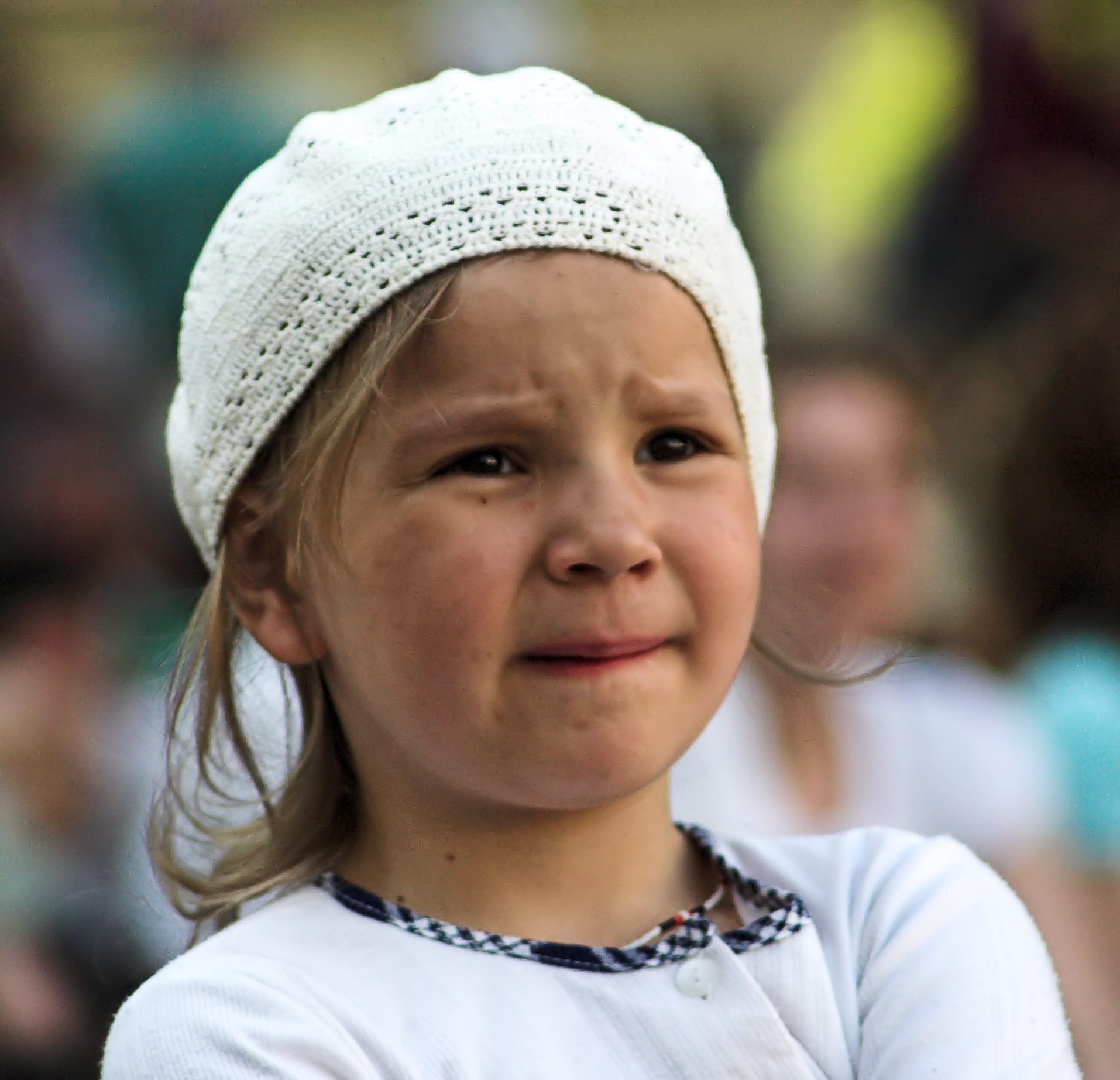
گاز گرفتن لب یکی از علایم نگرانی است.

نگرانی یا دلواپسی یک واکنش طبیعی است که در آن ذهن تلاش می‌کند با عامل تهدید بیرونی مبارزه کند و جلوی آن را بگیرد. احساس نگرانی با اضطراب یا توجه بیش از حد به مسائل واقعی یا خیالی همراه است. این مسائل معمولاً یا به خود شخص مربوط است مانند مسائل مالی و سلامتی، یا به محیط اطراف وی مانند آلودگی محیط و تغییرات تکنولوژی یا جامعه. اکثر مردم با نگرانی‌های کوتاه مدت در زندگی خود روبرو بوده‌اند. نگرانی به اندازهٔ طبیعی خود می‌تواند تأثیرات مثبتی داشته باشد، چون باعث می‌شود که فرد اقدامات پیش‌گیرانه انجام دهد (مانند بستن کمربند ایمنی خودرو) یا از ریسک‌های خطرناک پرهیز کند. (مانند عصبانی کردن حیوانات وحشی یا بدمستی) و در برخی موارد نگرانی ممکن است تأثیرات منفی داشته باشد (مانند بروز افسردگی). نگرانی بیشتر مربوط به آینده می‌باشد. چیزهایی که هنوز اتفاق نیافتاده اند